# Thích Trí Độ
Hòa thượng Thích Trí Độ (1894-1979) là một tu sĩ Phật giáo Việt Nam, nguyên Hội trưởng Hội Phật giáo thống nhất Việt Nam, một trong những tổ chức tiền thân của Giáo hội Phật giáo Việt Nam ngày nay.

## Thân thế cuộc đời
Sư thế danh là Lê Kim Ba, sinh ngày 15 tháng 12 năm 1894 tại làng Phổ Trạch, tổng Nhơn Ân, huyện Tuy Phước, phủ An Nhơn, tỉnh Bình Định (nay thuộc thôn Phổ Trạch, xã Phước Thuận, huyện Tuy Phước, Bình Định.
Xuất thân trong một gia đình Nho học, từ nhỏ Sư đã có một cơ bản Hán học rất uyên thâm. Năm 18 tuổi, Sư theo học trường Sư phạm Bình Định. Thời gian này, Sư cũng bắt đầu nghiên cứu về Phật học và thành một thiền gia sau nhiều năm tu học tại các Phật học đường ở Bình Định.
Năm 1920, Sư bắt đầu giảng dạy Phật pháp, làm Giảng sư tại chùa Thập Tháp, Nguyên Thiều tại Bình Định. Năm 1931, Sư vào Sài Gòn, cùng với một số tăng sĩ sáng lập và xuất bản tạp chí Từ Bi Âm. Tạp chí này hoạt động được một thời gian, nhưng sau vì thiếu điều kiện duy trì nên phải đình bản không lâu sau đó.
Năm 1935, Sư được mời làm Đốc giáo và giảng dạy tại An Nam Phật học đường tại chùa Báo Quốc, Huế. Các học trò trực tiếp thọ giáo Sư đều được ban pháp tự chữ Trí và đều trở thành các tăng sĩ Phật giáo nổi danh sau này như Thích Trí Quang, Thích Trí Đức (Thích Thiện Siêu), Thích Trí Nghiêm, Thích Trí Nghiễm (Thích Thiện Minh), Thích Trí Hữu, Thích Trí Tịnh... Cũng trong này 1935, Sư cùng cư sĩ Lê Đình Thám chủ trương và xuất bản tạp chí Viên âm.
Năm 1940, Sư trở lại Bình Định. Được Hòa thượng Liên Tôn khuyến hóa, Sư xin xuất gia làm đệ tử của Hòa thượng Trí Hải chùa Bích Liên ở làng Hào Xá, quận An Nhơn (Bình Định), rồi theo thọ học với Hòa thượng Phước Huệ chùa Thập Tháp, được Hòa thượng đặt pháp hiệu là Hồng Chân. Năm 1941, Sư thọ tam đàn Cụ Túc với Hòa thượng Đắc Quang chùa Quốc Ân, Huế.
Từ năm 1945, Sư tham gia phong trào Phật giáo Cứu quốc. Năm 1946, Hội Phật giáo Bắc Kỳ mời Sư ra mở trường giảng dạy hoằng pháp tại chùa Quán Sứ, Hà Nội. Toàn quốc kháng chiến nổ ra, Sư tản cư vào Thanh Hóa, tham gia các công tác xã hội văn hóa trên cương vị một nhà tu hành. Năm 1950, Sư được bầu làm Ủy viên Ủy ban Liên Việt tại Thanh Hóa. Năm 1953, Sư được Mặt trận Việt Minh chỉ định làm Ủy viên Ủy ban Việt Nam Bảo vệ Hòa bình Thế giới.
Sau Hiệp định Genève, 1954, Sư trở về Hà Nội trụ trì chùa Quán Sứ. Năm 1956, Sư dẫn đoàn đại biểu Phật giáo Việt Nam Dân chủ Cộng hòa sang Ấn Độ dự lễ kỷ niệm 2.500 năm Phật đản sanh. Sau khi về nước, Sư đã tích cực vận động Tăng Ni Phật tử các tỉnh miền Bắc để thành lập một tổ chức Phật giáo thống nhất. Tháng 3 năm 1958, Hội Phật giáo Thống nhất được thành lập, Sư được Hội trưởng và giữ chức vụ này liên tục cho đến ngày viên tịch.
Sau khi Hội Phật giáo Thống nhất được thành lập, Sư luôn đặc biệt quan tâm và dành nhiều thời gian cho sự nghiệp đào tạo tăng sĩ cho Phật giáo Việt Nam trong tương lai. Trên nền tảng những khóa tu học Phật pháp mà Sư xây dựng, về sau hình thành nên trường Tu học Phật pháp Trung ương tại chùa Quảng Bá (Hà Nội) năm 1970, tiền thân của trường Cao cấp Phật học Việt Nam sau này.
Bên cạnh đó, Sư cũng tham gia nhiều Hội nghị quốc tế, các phong trào hòa bình tại các nước và hoạt động xã hội như làm Trưởng đoàn Phật giáo Việt Nam đi dự Đại hội lần thứ VI của Hội Phật giáo Thế giới (WFB) tại Campuchia năm 1962, dự lễ kỷ niệm Pháp sư Trần Huyền Trang tại Trung Quốc năm 1964...
Năm 1976, Sư với tư cách Ủy viên Thường vụ Quốc hội tham gia Hội nghị Hiệp thương Thống nhất đất nước. Trong những năm cuối đời, Sư tích cực tham gia phong trào vận động thống nhất Phật giáo Việt Nam. Đầu tháng 10 năm 1979, Sư tham gia đoàn đại biểu của Phật giáo Việt Nam tham dự mít tinh hưởng ứng tuần lễ đấu tranh bảo vệ hòa bình của tổ chức Phật giáo châu Á vì hòa bình (Asian Buddhist Conference for Peace - ABCP) tại Mông Cổ.
Sư là Đại biểu Quốc hội Việt Nam Dân chủ Cộng hòa liên tục từ khóa 2 đến khóa 5, giữ chức Ủy viên Ủy ban Thường vụ Quốc hội. Sư cũng luôn được bầu làm Ủy viên đoàn Chủ tịch Ủy ban Trung ương Mặt trận Tổ quốc Việt Nam từ năm 1955 đến năm 1979.
Sư viên tịch ngày 24 tháng 10 năm 1979 tại chùa Quán Sứ (Hà Nội) hưởng thọ 85 tuổi, với 47 năm hoằng dương đạo pháp. Sau khi Sư viên tịch, Hòa thượng Pháp chủ Thích Đức Nhuận đặt cho Giác linh của Sư hiệu là Kim Quang. Bảo tháp của Sư hiệu là "Đại Nhạn Bảo Tháp", xây tại Tổ đình Quảng Bá.
Ghi nhận những đóng góp của Sư đối với sự nghiệp thống nhất đất nước, Nhà nước Việt Nam đã trao tặng:
- Huân chương Độc lập hạng Nhì
- Huân chương Kháng chiến hạng Ba.[1]

## Tác phẩm
Ngoài sự nghiệp xây dựng nền Phật giáo Việt Nam, Sư còn viết nhiều bài báo như "Luận về Sóng Thức" (Duy thức), "Pháp lạy Hồng Danh sám" (Giáo lý)... đăng trên tạp chí Từ Bi Âm và để lại một số tác phẩm như:
- Bách pháp minh môn luận
- Nhân minh nhập chính lý luận
- Phật pháp khái luận
- Toát yếu lịch sử Phật giáo Việt Nam
- Bát Nhã tâm kinh
- Nhân minh khái yếu.
- Nhân minh học giải thích.

Ngoài ra Sư còn cùng với Ban Hoằng pháp Trung ương Hội Phật giáo Thống nhất biên soạn và hiệu đính nhiều kinh sách như:
- Phật Tổ tam kinh
- Phật học thường thức
- Bát thức quy củ tụng
- Đồng mông chỉ quán
- Kinh Thủ Lăng Nghiêm